# Konrad Kaletsch

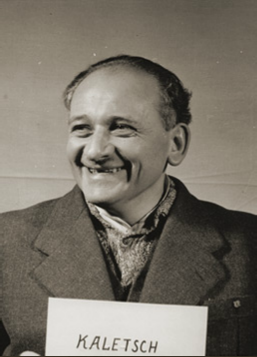
Konrad Kaletsch auf einem Gerichtsfoto, 1945

Konrad Kaletsch (* 18. Dezember 1898 in Kassel; † 18. September 1978 in Kreuztal) war in der ersten Reihe der Führungskräfte des Flick-Konzerns als Spezialist für Finanzfragen, er war des Weiteren Wehrwirtschaftsführer und Angeklagter in den Nürnberger Prozessen. 

## Biographie

### Vor 1945
Nach einer kaufmännischen Ausbildung bei der Firma Buderus in Kassel arbeitete er ein Jahr lang dort als Angestellter. Anschließend studierte er Jura, Wirtschaftswissenschaften und technische Fächer und trat Anfang der 1920er Jahre in den Flickkonzern ein. Das Studium hatte ihm sein Onkel Friedrich Flick empfohlen und finanziert. Während seines Studiums wurde er Mitglied bei der ATV Markomannia Köln. Zunächst arbeitete Kaletsch als Prokurist und später als Vorstandsmitglied der Charlottenhütte AG und bei der Mitteldeutschen Stahl AG, die sich im Eigentum von Friedrich Flick befanden. Vertreten war er in der Zeit des Nationalsozialismus für den Flick-Konzern in den Aufsichtsräten der Südchemie AG, Maschinenbau AG Balcke in Bochum, Vereinigte Bleicherdefabriken in München und in der Montaninteressen AG. Er war neben Otto Steinbrinck  generalbevollmächtigt ab 1937 für den Flick-Konzerns zu handeln. Er war der Spezialist des Konzerns für Finanzangelegenheiten und arbeitete in der Zentrale in Berlin.
Er beantragte am 8. Juli 1937 die Aufnahme in die NSDAP und wurde rückwirkend zum 1. Mai desselben Jahres aufgenommen (Mitgliedsnummer 5.371.872). Im Jahre 1941 wurde er zum Wehrwirtschaftsführer ernannt. Er erhielt das Kriegsverdienstkreuz Zweiter (1941) und Erster Klasse (1944). Kaletsch war bei Flick zuständig für die Verteilung der Spenden an die SS.

### Nach 1945
Er wurde am 8. Dezember 1945 verhaftet. In den Nürnberger Prozessen wurde Kaletsch mit Friedrich Flick und Otto Steinbrinck neben weiteren Anklagepunkten auch beschuldigt sich an der Enteignung, der Arisierung von drei jüdischen Unternehmungen beteiligt zu haben. Verteidiger war Herbert Nath. Kaletsch wurde am 22. Dezember 1947 im Flick-Prozess freigesprochen, obwohl die Anklage nachwies, dass es den an der Enteignung Beteiligten klar war, dass sie sich eines Tages vor einem internationalen Gericht zu verantworten hatten. In der Anklageschrift wurde festgestellt:

„Die Beteiligung Flicks, Steinbrincks und Kaletschs an dem Entwurf eines allgemeinen Arisierungsgesetzes beweist mit aller wünschenswerten Klarheit ihre Teilnahme an dem allgemeinen Vorgang, den Juden das Leben in Deutschland unmöglich zu machen.“

Da Friedrich Flick verurteilt und inhaftiert war, führte Kaletsch ab 1948 die Verhandlungen mit den Alliierten über den Flick-Konzern, da das Unternehmen beschlagnahmt war. Als den angloamerikanischen Behörden ein Liquidierungsplan der Friedrich Flick KG vorlag, intervenierte Kaletsch bei der deutschen Bundesregierung erfolgreich und 1952 wurde eine Einigung erzielt. Die Eisen- und Stahlwerke blieben voll in der Verfügungsgewalt der Flick KG. Lediglich die Steinkohlegesellschaften mussten verkauft werden und dies innerhalb von 5 Jahren zu üblichen Marktpreisen und diese Entflechtungsmaßnahmen erbrachten liquide Geldmittel in Höhe einer Viertelmilliarde DM.
Kaletsch wurde erneut Vorstandschef im Flick-Konzerns und außerdem Aufsichtsratsmitglied bei Daimler-Benz, Dynamit Nobel, Süd-Chemie und anderen. 1965 geriet Kaletsch ins Licht der Öffentlichkeit, als er im „Braunbuch der DDR“ in einer „Liste bedeutender Rüstungsexperten und Wehrwirtschaftsführer des Hitlerregimes...“ aufgeführt wurde.
1965 wurde er mit dem Großen Verdienstkreuz und 1969 mit dem Bayerischen Verdienstorden geehrt. Die Stadt Kreuztal ernannte ihn 1975 zum Ehrenbürger. 1976 gründete er die Konrad-Kaletsch-Stiftung mit Sitz in Kreuztal. Als die Stiftung ihr 10-jähriges Bestehen feiern wollte, erschien eine Informationsbroschüre der Gesellschaft für christlich-jüdische Zusammenarbeit mit dem Titel Versuch einer notwendigen Aufarbeitung. Die Feier zum zehnjährigen Bestehen der Konrad-Kaletsch-Stiftung wurde daraufhin abgesagt. Zum 100sten Geburtstag von Kaletsch im Jahr 1988 legte der damalige Bürgermeister von Kreuztal zu seiner Erinnerung einen Kranz an seinem Grabmal nieder.